# Hugo Friedrich
Pour les articles homonymes, voir Friedrich.
Hugo Friedrich, né le 24 décembre 1904 à Karlsruhe et mort le 25 février 1978 à Fribourg-en-Brisgau, est un romaniste et théoricien de la littérature allemand. Il est surtout connu pour ses travaux sur la littérature française et sur la poésie moderne.

## Biographie
Friedrich étudie la littérature allemande (ainsi que la philosophie, la littérature romane et l'histoire de l'art) à Munich et à Heidelberg, auprès de Karl Jaspers et Friedrich Gundolf. En 1928, il soutient une thèse de doctorat sur le sentimentalisme français et sa réception en Allemagne, dirigée par Max von Waldberg. Après avoir rencontré Karl Vossler et Leo Spitzer (qu'il rejoint à Cologne pour préparer son habilitation), il décide de se consacrer aux langues romanes. De 1937 à 1970, il est professeur à l'université de Fribourg-en-Brisgau.

## Œuvre
Friedrich se fait d'abord connaître par ses études sur l'histoire de la littérature française. Son mémoire d'habilitation est consacré à la pensée conservatrice moderne en France, vue sous l'angle de l'antiromantisme. Après avoir publié un ouvrage sur les classiques du roman français (Balzac, Stendhal et Flaubert), Friedrich oriente son travail sur les moralistes. Ses quinze années de recherches sur ce thème culminent dans une monographie sur Montaigne, plusieurs fois rééditée et traduite.
Au milieu des années 50, son essai sur la poésie moderne lui vaut une renommée internationale. Dans le prolongement des travaux critiques de Valéry, Friedrich souligne le rôle précurseur joué par la poésie française (et en particulier Baudelaire, Rimbaud et Mallarmé).
Friedrich a également écrit des ouvrages de référence sur Dante et sur l'histoire de la poésie italienne.